# Holubinka zlatá
Holubinka zlatá (Russula aurata Pers. 1796) je houba z čeledi holubinkovité.

## Synonyma
- Agaricus auratus With.
- Russula aurata (With.) Fr.
- Russula integra var. aurea (Pers.) anon. ined.
- Rossula aruea Pers.
- Plávka zlatožltá (slovensky)

## Popis
Klobouk má 3–8 cm široký, v mládí je polokulovitý, ale časem se rozkládá a uprostřed tvoří menší vmáčklinku, rozložený. Zbarvení klobouku může mít v mnoha odstínech zlato-červených tónů.
Zespodu klobouku jsou husté, bledě smetanové, pak máslově žluté lupeny se zažloutlým ostřím. Houba pokračuje nožičkou 4–8 cm dlouhou a 1–1,8 cm širokým třeněm.
Výtrusy jsou bezbarvé, s amplyoidní, ostnitou až hřebínkatou ornamentikou, skoro kulovité, 7,5–10 × 6–8,5 μm velké.
Dužina pod pokožkou je zlatožlutá.

### Jedlost
Je jedlá. Má velmi mírnou chuť, jejž svou nepronikavou vůní nespáchá v pokrmu moc velké nuance v kořeněnosti jídla.

### Výskyt
Holubinka roste nehojně od července do října na kyselých podkladech v listnatých nebo smíšených lesích. Nejčastěji ji nalezneme v teplejších lokalitách pod duby, lískami nebo buky.

### Možnost záměny
Díky své výrazné červenohnědé barvě klobouku a sytě citronově žlutým zbarvením lupenů a dužiny ji nelze zaměnit za žádný jiný druh holubinky.